# لینگی
لینگی (به انگلیسی: Linggi) یک موکیم و شهرک در منطقه پورت دیکسون، ایالت نگری سمبیلان، مالزی است.